# Іст-Гановер Тауншип (Нью-Джерсі)
Іст-Гановер Тауншип (англ. East Hanover Township) — селище (англ. township) в США, в окрузі Морріс штату Нью-Джерсі. Населення — 11 105 осіб (2020).

## Демографія
Згідно з переписом 2010 року, у селищі мешкало 11 157 осіб у 3893 домогосподарствах у складі 3150 родин. Було 3976 помешкань
Расовий склад населення:
| - 85,1 % — білих - 11,9 % — азіатів - 0,8 % — чорних або афроамериканців - 0,1 % — корінних американців |

До двох чи більше рас належало 1,1 %. Частка іспаномовних становила 5,4 % від усіх жителів.
За віковим діапазоном населення розподілялося таким чином: 21,5 % — особи молодші 18 років, 59,2 % — особи у віці 18—64 років, 19,3 % — особи у віці 65 років та старші. Медіана віку мешканця становила 45,6 року. На 100 осіб жіночої статі у селищі припадало 91,5 чоловіків;  на 100 жінок у віці від 18 років та старших — 89,9 чоловіків також старших 18 років.
Середній дохід на одне домашнє господарство  становив 123 370 доларів США (медіана — 102 165), а середній дохід на одну сім'ю — 140 963 долари (медіана — 123 984). Медіана доходів становила 74 735 доларів для чоловіків та 66 172 долари для жінок. За межею бідності перебувало 6,4 % осіб, у тому числі 14,4 % дітей у віці до 18 років та 2,0 % осіб у віці 65 років та старших.
Цивільне працевлаштоване населення становило 5525 осіб. Основні галузі зайнятості: освіта, охорона здоров'я та соціальна допомога — 15,8 %, науковці, спеціалісти, менеджери — 14,4 %, мистецтво, розваги та відпочинок — 11,1 %, фінанси, страхування та нерухомість — 10,3 %.